# 三成ダム
三成ダム（みなりダム）は、島根県仁多郡奥出雲町三成村中原、一級河川・斐伊川水系斐伊川の本流、最上流部に建設されたダムである。
建設省中国四国地方建設局（現・国土交通省中国地方整備局）が施工し、完成後は島根県が管理を行う都道府県営ダムである。日本で最初に施工・完成したアーチ式コンクリートダムとして知られる。堤高は36.0mで、島根県企業局による公営の水力発電と、斐伊川上流部の砂防を目的としたダムである。ダムによって出現した人造湖は特に名称が付けられていない。
平成27年度に土木学会選奨土木遺産に認定された。

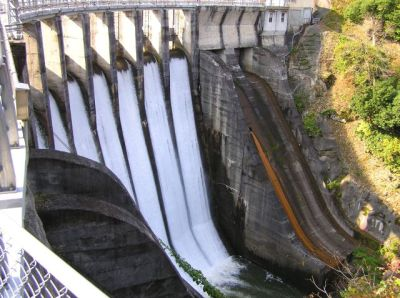
放流中の三成ダム

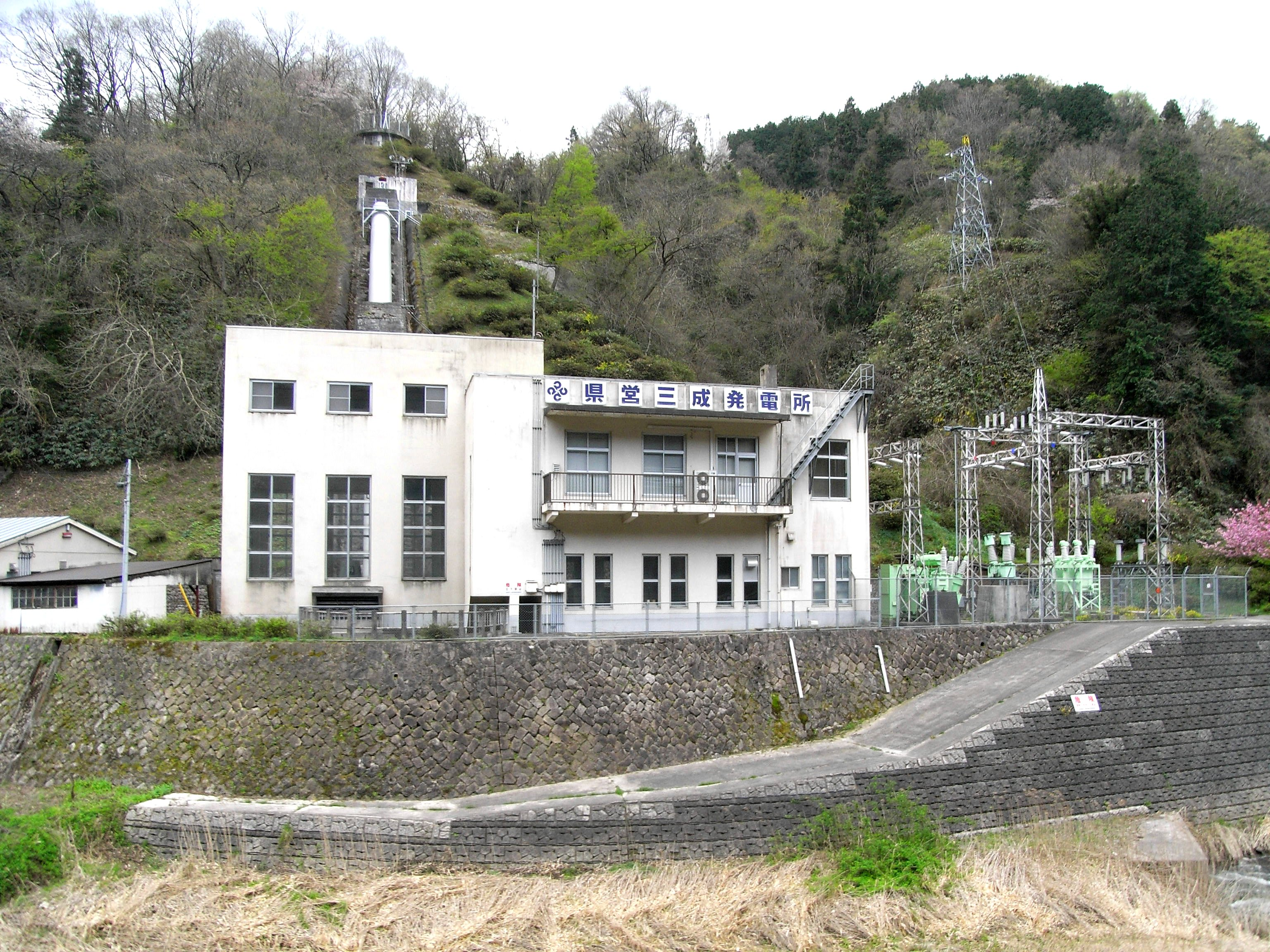
三成発電所